# Lamproblattidae
Lamproblattidae (лат.) — семейство насекомых из подотряда тараканов. 10 видов, обитающих в Южной Америке.
Lamproblattidae традиционно включали в состав семейства Blattidae в качестве подсемейства (McKittrick, 1964; Roth, 2003), но недавние морфологические исследования привели к выделению его в отдельное семейство в качестве сестринского к Polyphagidae (Klass, 1995, 1997; Klass & Meier, 2006). Обитают в лесной подстилке и гнилой древесине. Сперматека представителей Lamproblatta имеет широкую склеротизированную базальную часть и разветвлённую дистальную часть.

## Систематика
3 рода, 10 видов.
- Eurycanthablatta Fritzsche & Zompro, 2008

- E. pugionata Fritzsche & Zompro, 2008: Бразилия

- Lamproblatta Hebard, 1919

- L. albipalpus Hebard, 1919: Бразилия (Amapá); Панама; Колумбия
- L. ancistroides Rehn, 1930: Венесуэла; Колумбия
- L. flavomaculata Princis, 1946: Колумбия
- L. gorgonis Rehn, 1930: Колумбия (Gorgona Island)
- L. meridionalis (Bruner, 1906): Тринидад
- L. mimetes Rehn, 1930: Бразилия (Mato Grosso)
- L. romani Rehn, 1930: Бразилия (Amazonas)
- L. zamorensis (Giglio-Tos, 1898): Эквадор; Перу

- Lamproglandifera Roth, 2003[15]

- L. flavoglandis Roth, 2003: Бразилия